# Cinq poèmes de Baudelaire
I Cinq poèmes de Baudelaire sono un ciclo di cinque melodie per voce e pianoforte scritte da Claude Debussy fra il dicembre 1887 e il 1889; i testi sono tratti dalla raccolta poetica Les Fleurs du mal di Charles Baudelaire.

## Storia
Il 2 marzo 1887 Debussy terminò i due anni di studio presso l'Accademia di Francia di Villa Medici a Roma e rientrò a Parigi; iniziò allora a frequentare alcuni appassionati di musica facoltosi, tra cui il finanziere Étienne Dupin di cui divenne presto buon amico.
Con le Ariettes oubliées il musicista si era già cimentato nel comporre su testi di poesia contemporanea, in questo caso di Paul Verlaine; nel dicembre 1887 scrisse una prima lirica tratta dai Fleurs du mal di Baudelaire pensando di realizzare un nuovo ciclo di canti per voce e pianoforte. A La mort des amants seguì il mese successivo Le balcon. Nel mese di agosto, grazie alla generosità dell'amico Étienne Dupin, che pagò il viaggio, Debussy poté recarsi a Bayreuth, avvenimento che sognava da tempo, riuscendo così ad ascoltare Parsifal e I maestri cantori di Norimberga; questa esperienza lo aiutò a chiarire la sua disposizione verso l'armonia wagneriana. Il musicista tornò alle poesie di Baudelaire dopo alcuni mesi durante i quali compose la Petite suite per pianoforte a quattro mani; nel gennaio 1889 terminò la terza lirica Harmonie du soir. Il ciclo fu completato nei due mesi successivi, Debussy scrisse infatti Le jet d'eau nel mese di marzo e poco dopo Recueillement.
Il compositore cercò di far pubblicare il suo nuovo lavoro, ma nessun editore accettò la commissione. L'unica soluzione per l'autore fu un'edizione privata, realizzata grazie ad amici e ammiratori fra cui Gaston Choisnel, cugino dell'editore Jacques Durand, e Étienne Dupin che partecipò finanziariamente. La tiratura fu di sole 150 copie su carta olandese, vendute a 12 franchi l'una presso la Librairie de l'Art Indépendant a partire dal febbraio 1890; l'opera portava la dedica a Étienne Dupin.
La raccolta di liriche si presentava di una notevole difficoltà esecutiva per la parte vocale, tanto da scoraggiare anche i professionisti. La critica fu molto severa e non comprese il lavoro, tanto che anche dopo alcuni anni venne definita una composizione con "abuso di cromatismi", "stranezze armoniche" e "versi mal declamati"
La prima esecuzione fu in forma privata presso l'abitazione di Ernest Chausson a Parigi nel febbraio 1890 alla presenza di alcune personalità del mondo culturale parigino; per ringraziare Chausson Debussy gli dedicò, l'anno dopo, la prima delle Tre melodie che scrisse su poesie di Verlaine. Un'esecuzione in versione per voce e orchestra avvenne in seguito sempre a Parigi il 24 febbraio 1907 con l'Orchestra dei Concerti Colonne.

## Titoli secondo pubblicazione
Il ciclo è composto da cinque liriche della durata totale di circa 26 minuti:
- Le Balcon, Allegro con moto (Do maggiore)
- Harmonie du soir, Andante tempo rubato (Si maggiore)
- Le jet d'eau, Andantino tranquillo (Do maggiore)
- Recueillement, Lento e tranquillo (Do diesis maggiore)
- La mort des amants, Andante (Sol bemolle maggiore)

## Analisi
I Cinque poemi non furono bene accolti né dalla critica né dal mondo artistico parigino, forse per la notevole influenza della musica wagneriana in questi brani; in effetti nell'ambiente musicale dell'epoca il linguaggio armonico utilizzato da Wagner stava diffondendosi in modo troppo convenzionale e ordinario, mostrando tutti i pericoli che ne potevano derivare.
La mort des amants, la prima poesia musicata da Debussy, preannuncia nei versi del poeta, in una maniera inaspettata, la tragica aria finale del Tristano che il musicista tedesco non aveva ancora scritto; d'altra parte Baudelaire aveva ben compreso la portata delle innovazioni wagneriane e già all'epoca del Tannhäuser era praticamente il solo a difenderlo nell'ambiente artistico di Parigi. Debussy scrisse una partitura che rifletteva sì la musica di Wagner, ma in un modo molto contenuto, con un limitato cromatismo e soprattutto con un'intensità moderata, mantenendosi sempre nel mezzo piano in tutti i tre minuti di durata del brano.
La seconda lirica, Le Balcon, è un componimento più lungo, sei strofe di cinque versi l'una; Debussy si adattò alla struttura estesa della poesia con la sua musica, iniziando con un'ampia introduzione del pianoforte e utilizzando frasi musicali allargate; l'effetto è tale che, come dice Walsh, si potrebbe considerare "Le Balcon un Wagner in salsa francese", il musicista introduce infatti un'armonia quasi wagneriana unendo però sequenze di accordi tipicamente sue. Il brano è il più difficile da eseguire vocalmente di tutta la raccolta, anche per la durata di circa otto minuti di intensità continua.
Dopo essere stato a Bayreuth Debussy iniziò a filtrare, nei suoi lavori, le sonorità wagneriane connotandole in un discorso musicale molto più personale. La terza lirica della raccolta, Harmonie du soir, è stata scritta da Baudelaire in una forma particolare con uno schema che porta a ripetere il secondo e quarto verso di ogni strofa nel primo e terzo di quella successiva. La grande musicalità di questa poesia, che sta proprio nell'effetto melodico della ripresa dei versi, diede a Debussy la possibilità di fissare musicalmente queste immagini, dal violino che freme come un cuore che si affligge al valzer malinconico e languida vertigine che suggerisce al compositore l'accenno ad alcune note di valzer. Il riflesso wagneriano presente in questa lirica si trova solo nella parte pianistica, trattata in maniera "sinfonica" da Debussy, mentre la parte vocale è espressa in brevi melodie.
Con Le jet d'eau il compositore si ricollega all'immagine musicale dell'acqua, già accennato nelle Ariettes oubliées e che verrà poi ripresa più volte negli anni successivi in nuovi lavori. I versi di Baudelaire, più delicati e al tempo stesso più sensuali, hanno dato la possibilità a Debussy di creare un'armonia particolare che, anche se utilizza toni interi, sfiora quasi la dissonanza. L'influenza di Wagner è decisamente minore rispetto alle altre liriche e qui il musicista riesce già a trovare una sua cifra più personale.
L'ultima poesia, Recueillement, come La mort des amants, è un sonetto; fin dalle prime battute, Debussy si riallaccia a Wagner con un accenno di una frase, riferimento quasi letterale, tratta dal Tristano; prosegue poi allontanandosi dall'armonia wagneriana utilizzando in larga misura toni interi, realizzando infine un'atmosfera pacata e di quiete con una semplice triade.